# Zsigmond Erzsébet
Zsigmond Erzsébet (Magyaró, 1937. augusztus 13. –) erdélyi magyar népi emlékíró.

## Életútja
Szülőfalujában általános iskolát végzett, utána a családi gazdaságban, 1962–79 között a falusi téeszben dolgozott. 1981–92 között kórházi takarítónő Marosvásárhelyen. Nyugdíjasként Ákosfalván telepedett le, itt vetette papírra élete történetét. Szülőfalujával azonban nem szakította meg kapcsolatát: a magyarói varrottas kör alapító tagja.
Sirató c. könyve (alcíme: Életem panaszos könyve. Keszeg Vilmos előszavával, Kolozsvár, 1995; újbóli kiadása Székelyudvarhely, 2003) a népi önéletírásoknak abba a sorába tartozik, amelyet Tamási Gáspár nyitott meg a Vadon nőtt gyöngyvirággal. Egy anya siratja el benne egyetlen leányát, s önmagát gyötrő vigasztalásul mintegy neki meséli el szenvedésekkel teli életét, amely egy városra sodródott falusi asszony szomorú története a 20. század derekán.